# Калініченко Віталій Олегович
Віталій Олегович Калініченко (нар. 9 серпня 1993) — український стрибун з трампліна, учасник зимових Олімпійських ігор 2022 року.

## Біографія
Розпочав спортивну кар'єру як лижний двоборець, але з 2014 року перейшов у стрибки з трампліна. У 2015 році вперше виступив на чемпіонаті світу. Свій найкращий результат на цих змаганнях здобув у 2021 році, показавши 29-ий результат на великому трампліні.
21 лютого 2020 року дебютував на Кубку світу. На змаганнях, що відбулися в румунському місті Ришнов став 48-им на нормальному трампліні. Станом на лютий 2022 року, найкращим результатом спортсмена на Кубку світу з лижних видів спорту є 37-ме місце. 
У 2022 році зумів кваліфікуватися на зимові Олімпійські ігри у Пекіні, однак перший змагальний день 5 лютого 2022 року на Зимових Олімпійських іграх 2022 розпочався турніром стрибунів на лижах з трампліну без участі Віталія, так як він отримав позитивний тест на коронавірус.

## Виступи на Олімпійських іграх
| Рік  | Місце проведення | НТ  | ВТ |
| ---- | ---------------- | --- | -- |
| 2022 | Пекін, Китай     | DNS | 44 |

## Виступи на чемпіонатах світу
| Рік  | Місце проведення            | НТ  | ВТ | К  |
| ---- | --------------------------- | --- | -- | -- |
| 2015 | Фалун, Швеція               | 60  | 56 |    |
| 2017 | Лахті, Фінляндія            | DSQ | 57 |    |
| 2019 | Зеефельд-ін-Тіроль, Австрія | 63  | 42 |    |
| 2021 | Оберстдорф, Німеччина       | 44  | 29 | 13 |